# Dionysius Vinne
Dionysius Vinne (ook: Vinnius) (Diest, omstreeks 1500 - Osnabrück, 1534) was een anabaptistisch prediker.
In 1523 maakte hij te Antwerpen kennis met het lutheranisme, maar later ging hij naar het hertogdom Gulik (Duits: Jülich) en sloot zich aan bij het anabaptisme. Hij predikte deze leer vooral in Wassenberg, Höngen (Selfkant), en vooral in Susteren. Hij wordt als een van de Wassenbergse predikanten beschouwd.
Op 17 september 1532 ging hij naar Münster, het centrum van de „wederdopers“ en werd daar op 5 januari 1534 gedoopt. Op 13 oktober 1534 werd hij als apostel uitgezonden naar Osnabrück waar hij, samen met enkele andere apostelen, werd gearresteerd. In hetzelfde jaar nog werd hij onthoofd.

## Externe bron
- Encyclopedie van het Anabaptisme